# Campionat del Kazakhstan de ciclisme en ruta

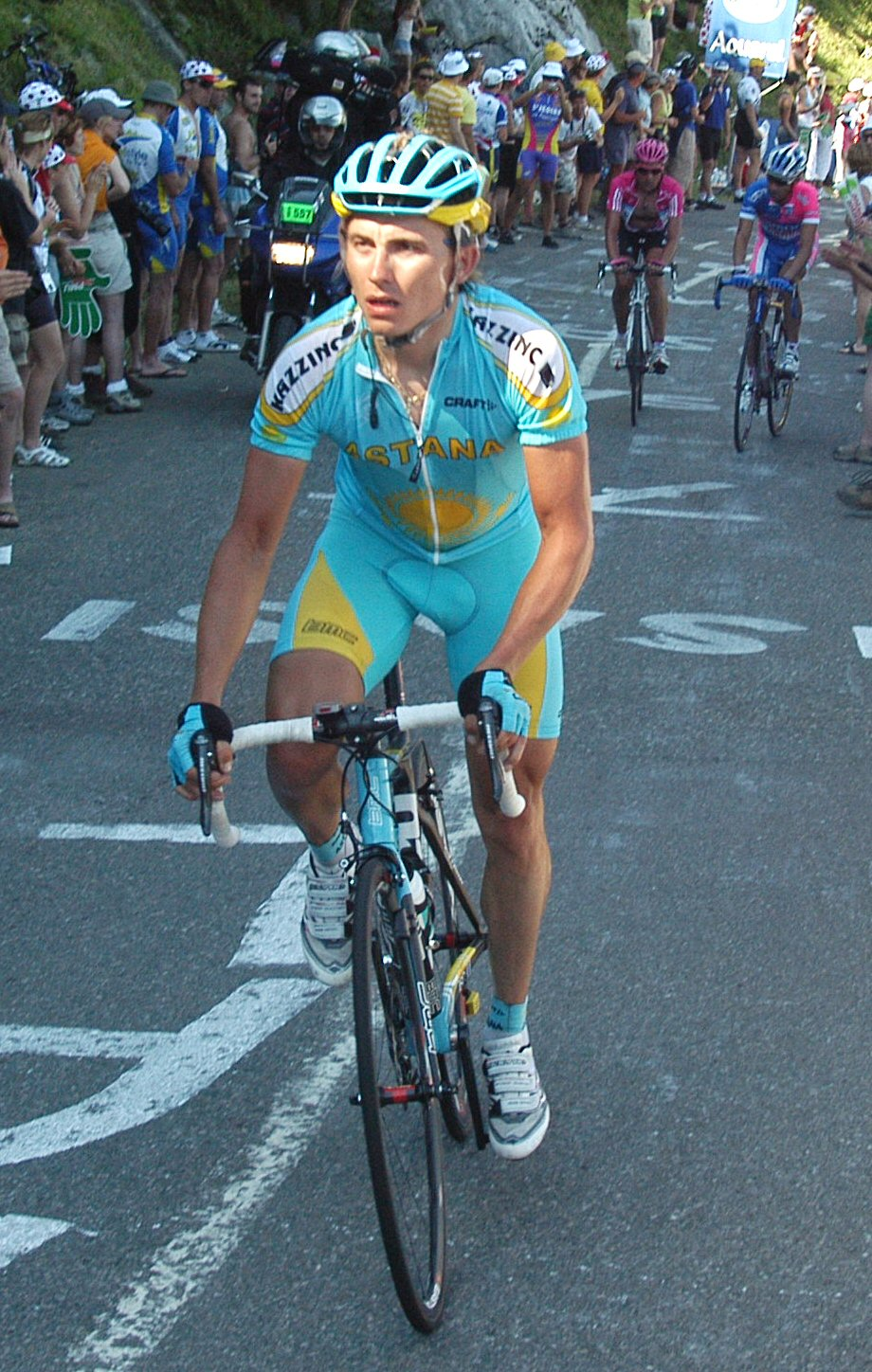
Maksim Iglinski amb el mallot de campió el 2007

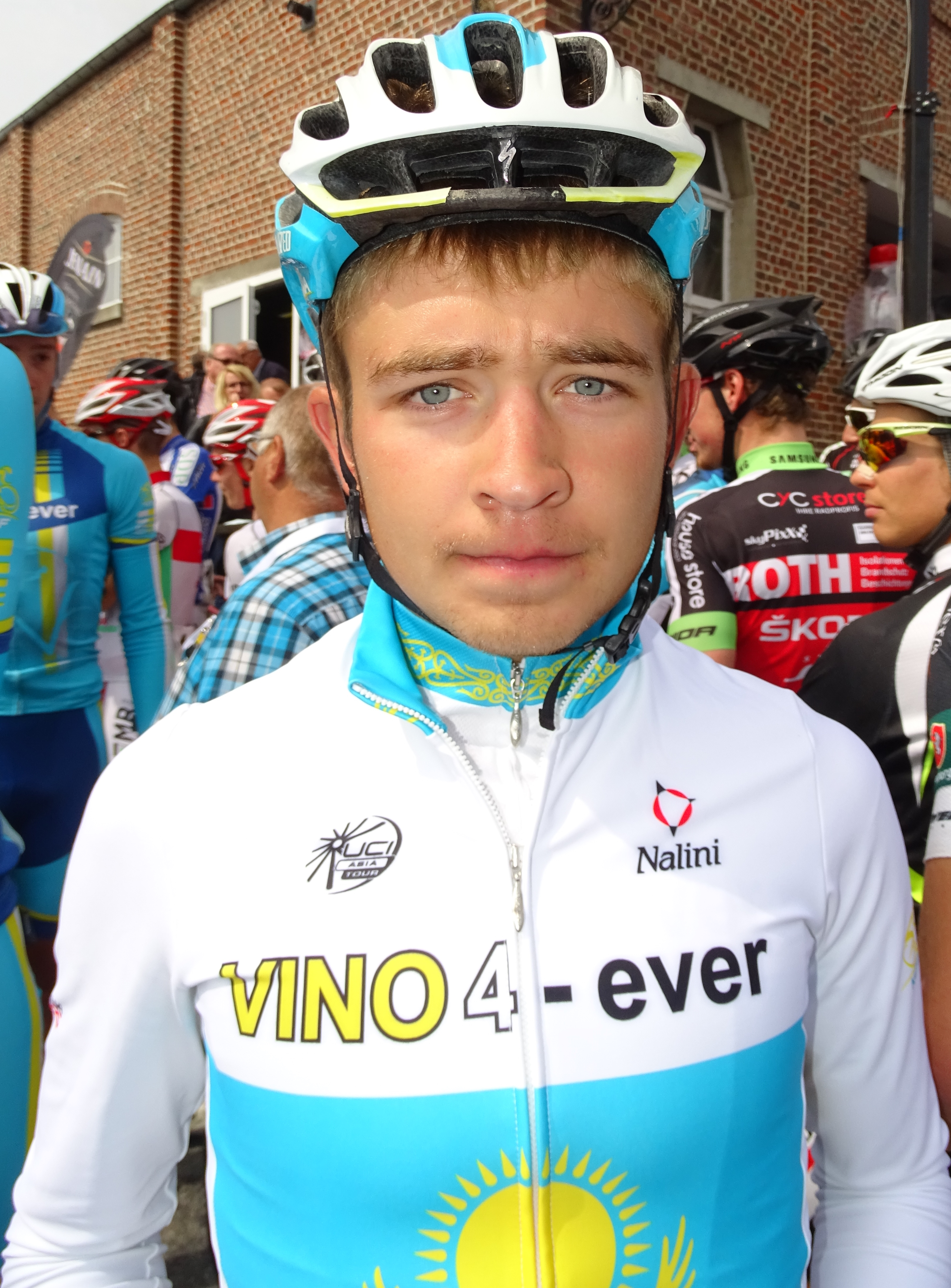
Oleg Zemliakov campió el 2015

El Campionat del Kazakhstan de ciclisme en ruta s'organitza anualment des de l'any 1997 per determinar el campió ciclista del Kazakhstan en la modalitat.
El títol s'atorga al vencedor d'una única carrera en ruta. El vencedor obté el dret a portar un mallot amb els colors de la bandera kazakh fins al campionat de l'any següent quan disputa proves en ruta.

## Palmarès masculí
| Any  | Primer                                  | Segon                                   | Tercer                                  |
| 1997 | Serguei Iakovlev                        | Dmitriy Fofonov                         | Aleksandre Nadobenko                    |
| 1998 | Serguei Belussov                        | Vleri Titov                             | Konstantin Kouznetsov                   |
| 1999 | Andrei Teteriouk                        | Dmitri Mouraviov                        | Pavel Nevdakh                           |
| 2000 | Serguei Iakovlev                        | Andreï Mizourov                         | Andreï Teteriouk                        |
| 2001 | Andreï Mizourov                         | Serguei Iakovlev                        | Vleriy Titov                            |
| 2002 | Dmitri Mouraviov                        | Pavel Nevdakh                           | Kaïrat Baïgoudinov                      |
| 2003 | Pavel Nevdakh                           | Vadim Gorbachevski                      | Valentin Iglinskiy                      |
| 2004 | Andreï Mizourov                         | Andrei Kàixetxkin                       | Maxim Iglinskiy                         |
| 2005 | Alexandre Vinokourov                    | Andreï Mizourov                         | Andrei Kàixetxkin                       |
| 2006 | Andrei Kàixetxkin                       | Alexandre Vinokourov                    | Maxim Iglinskiy                         |
| 2007 | Maxim Iglinskiy                         | Andreï Mizourov                         | Valentin Iglinskiy                      |
| 2008 | Assan Bazayev                           | Sergey Renev                            | Maxim Gourov                            |
| 2009 | Dmitriy Fofonov                         | Maksim Gourov                           | Dmitri Grouzdev                         |
| 2010 | Maksim Gourov                           | Assan Bazayev                           | Vladislav Gorbunov                      |
| 2011 | Andreï Mizourov                         | Aleksandr Chouchemoïne                  | Ruslan Tleubayev                        |
| 2012 | Assan Bazayev                           | Alexey Lutsenko                         | Abdraimzhan Ishanov                     |
| 2013 | Aleksandr Dyachenko                     | Sergey Renev                            | Tilegen Maidos                          |
| 2014 | Ilya Davidenok                          | Aleksandr Chouchemoïne                  | Nurbolat Kulimbetov                     |
| 2015 | Oleg Zemlyakov                          | Dmitriy Lukyanov                        | Stepan Astafyev                         |
| 2016 | Arman Kamyshev                          | Alexandr Shushemoin                     | Matvei Nikitin                          |
| 2017 | Artyom Zakharov                         | Alisher Zhumakan                        | Grigoriy Shtein                         |
| 2018 | Alexey Lutsenko                         | Nikita Stalnov                          | Artyom Zakharov                         |
| 2019 | Alexey Lutsenko                         | Dmitriy Gruzdev                         | Anton Kuzmin                            |
| 2020 | No disputat per la pandèmia de COVID-19 | No disputat per la pandèmia de COVID-19 | No disputat per la pandèmia de COVID-19 |
| 2021 | Ievgueni Fiodorov                       | Ievgueni Guiditx                        | Artiom Zakharov                         |
| 2022 | Ievgueni Guiditx                        | Artyom Zakharov                         | Gleb Brussenskiy                        |
| 2023 | Alexey Lutsenko                         | Ievgueni Guiditx                        | Daniil Marukhin                         |
| 2024 | Dmitriy Gruzdev                         | Gleb Brussenskiy                        | Iogan Shtein                            |
| 2025 | Yevgeniy Fedorov                        | Anton Kuzmin                            | Daniil Marukhin                         |

### Palmarès sub-23
| Any  | Primer            | Segon            | Tercer           |
| 2015 | Oleg Zemlyakov    | Dmitriy Lukyanov | Stepan Astafyev  |
| 2016 | Sergey Luchshenko | Sergey Shatovkin | Ievgueni Guiditx |

## Palmarès femení
| Any  | Primera                                 | Segona                                  | Tercera                                 |
| 2005 | Zulfiya Zabirova                        | Marina Andreichenko                     | Lyubov Dombitskaya                      |
| 2006 | Zulfiya Zabirova                        | Lyubov Dombitskaya                      |                                         |
| 2007 | Zulfiya Zabirova                        | Lyubov Dombitskaya                      | Natalya Stefanskaya                     |
| 2008 | Zulfiya Zabirova                        | Mariya Slokotovich                      | Olesya Atrashkevich                     |
| 2009 | Mariya Slokotovich                      | Marina Andreichenko                     | Natalya Saifutdinova                    |
| 2015 | Natalya Saifutdinova                    | Makhabbat Umutzhanova                   | Faina Potapova                          |
| 2016 | Natalya Saifutdinova                    | Natalya Sokovnina                       | Faina Potapova                          |
| 2017 | Tatyana Geneleva                        | Faina Potapova                          | Amiliya Iskakova                        |
| 2018 | Natalya Saifutdinova                    | Amiliya Iskakova                        | Makhabbat Umutzhanova                   |
| 2019 | Svetlana Pachshenko                     | Anzhela Solovyeva                       | Tatyana Bogdanova                       |
| 2020 | No disputat per la pandèmia de COVID-19 | No disputat per la pandèmia de COVID-19 | No disputat per la pandèmia de COVID-19 |
| 2021 | Makhabbat Umutzhanova                   | Faina Potapova                          | Rinata Akhmetcha                        |
| 2022 | Rinata Akhmetcha                        | Akpeiil Ossim                           | Kristina Stuzhuk                        |
| 2023 | Makhabbat Umutzhanova                   | Violetta Kazakova                       | Akpeiil Ossim                           |
| 2024 | Rinata Akhmetcha                        | Violetta Kazakova                       | Yelizaveta Sklyarova                    |
| 2025 | Yelizaveta Sklyarova                    | Milana Kotelnikova                      | Yevgeniya Zaam                          |